# Ragnall Thorgillsson
Ragnall Thorgillson (XII secolo – 1146) fu un re di Dublino iberno-norreno.

## Biografia
Il patronimico è noto anche come Thorkellsson o, in irlandese, mac Torcaill. 
Raghnall Thorgillsson, figlio di Thorkil o Thorgill (e Torcall in irlandese) fu presumibilmente re di Dublino dal 1136 al 1141. Ciò che è certo è che in seguito fu co-reggente assieme a Óttar Óttarsson dal 1142 finché fu ucciso in battaglia contro le forze di Midhe (Meath) nel 1146. Ottar ritenne il Regno di Dublino finché nel 1148 non fu assassinato dal fratello del suo defunto co-reggente, Brotar Thorgillsson, che regnò dal 1148 al 1160.